# (22099) 2000 EX106
(22099) 2000 EX106 est un astéroïde Apollon découvert en 2000.

## Description
(22099) 2000 EX106 a été découvert le 14 mars 2000 à la Station Catalina, un observatoire astronomique situé dans les Monts Santa Catalina à environ 29 kilomètres au nord-est de Tucson dans l'Arizona, par le projet Catalina Sky Survey.

### Caractéristiques orbitales
L'orbite de cet astéroïde est caractérisée par un demi-grand axe de 1,10 UA, un périhélie de 0,80 UA, une excentricité de 0,28 et une inclinaison de 9,84° par rapport à l'écliptique. Du fait de ces caractéristiques, à savoir un demi-grand axe supérieur à 1 UA et un périhélie inférieur à 1,017 UA, il est classé comme astéroïde Apollon.

### Caractéristiques physiques
(22099) 2000 EX106 a une magnitude absolue (H) de 17,9 et un albédo estimé à 0,055.